# Peatîhatkî, Velîka Oleksandrivka
Peatîhatkî (în ucraineană П'ятихатки) este un sat în comuna Borozenske din raionul Velîka Oleksandrivka, regiunea Herson, Ucraina.

## Demografie
Componența lingvistică a localității Peatîhatkî
     Ucraineană (99,36%)
     Alte limbi (0,64%)
Conform recensământului din 2001, majoritatea populației localității Peatîhatkî era vorbitoare de ucraineană (99,36%), existând în minoritate și vorbitori de alte limbi.